# Підмандатна Палестина
Підмандатна Палестина — геополітичне утворення, створене на території історичної Палестини за результатами Першої світової війни, і що перебувало з 1922 по 15 травня 1948 під управлінням Сполученого Королівства в рамках мандата Ліги Націй. Крім території сучасного Ізраїлю, Мандат поширювався на території сучасних Йорданії, Західного берега річки Йордан і сектора Газа.

## Створення
До Першої світової війни Палестина майже 400 років перебувала в складі Османської імперії. В ході війни британська армія зайняла Палестину з півдня і розбила турків. До кінця жовтня 1917 британці взяли Беер-Шеву, Газу і Яффо. 11 грудня 1917 року війська генерала Алленбі зайняли Єрусалим. Північ країни залишалася під турецьким керівництвом до вересня 1918.
Після I світової війни, на мирній конференції в Парижі у 1919, «Палестина» була визначена як область, що включає території, на яких сьогодні розташовуються Ізраїль, Палестинська автономія, Йорданія та північно-західна частина Саудівської Аравії. Було вирішено, що країна переходить під управління Великої Британії як підмандатна територія Ліги Націй. Рішенням Ліги Націй метою мандата було проголошено виконання Декларації Бальфура і створення в Палестині «Єврейського Національного осередку».

## Історія
У 1919-23 (Третя алія) до Палестини прибуло 40 тис. євреїв, переважно зі Східної Європи. Поселенці цієї хвилі були навчені сільському господарству і могли розвивати економіку. Попри жорсткі «квоти імміграції», встановлені британською владою, єврейське населення зросло до кінця цього періоду до 90 тис.
У 1924—1929 рр. (Четверта алія) до Палестини приїхали 82 тис. євреїв, переважно в результаті сплеску антисемітизму в Польщі і Угорщині. Ця група складалася з сімей середнього класу, які переїхали в зростаючі міста, заснувавши малі підприємства торгівлі та громадського харчування, легку промисловість. Згодом, однак, приблизно 23 тис. емігрантів цієї хвилі покинули країну.
Зростання імміграції євреїв в Палестину призвело до зростання арабського націоналізму і до погіршення відносин між арабами і євреями.
Підйом нацистської ідеології в 1930-х роках в Німеччині призвів до П'ятої алії, яка була напливом чверті мільйона єврейських біженців, які рятувалися від Гітлера.
«Біла книга» міністра колоній Великої Британії Малькольма Макдональда була опублікована 7 травня 1939 року. У ній зазначалося, що «метою уряду Його Величності є заснування протягом десяти років незалежної палестинської держави». Протягом наступних п'яти років кількість іммігрантів-євреїв не повинна була б перевищувати 75 000 осіб, і єврейське населення повинно скласти не більше 1/3 населення Палестини. Для обходу заборони на імміграцію була створена єврейська підпільна організація «Моссад ле-Алія Бет». Британці перехоплювали кораблі з іммігрантами та розміщували їх в концтаборах, створених на Маврикії, а надалі на Кіпрі.
Перешкоди біженцям з боку Великої Британії і небажання інших країн прийняти єврейських біженців призвело до загибелі мільйонів євреїв під час Катастрофи в період Другої світової війни. Після закінчення Другої світової війни єврейське населення Палестини становило 33 % в порівнянні з 11 % в 1922 році.

## Закінчення
Після 1945 року Велику Британію струснув арабо-єврейський конфлікт. У 1947 році британський уряд заявив про своє бажання відмовитися від мандату на Палестину, аргументуючи це тим, що він не здатний знайти прийнятне рішення для арабів і євреїв. Створена незадовго до того Організація Об'єднаних Націй на другій сесії своєї Генеральної Асамблеї 29 листопада 1947 року ухвалила резолюцію № 181 про план розділу Палестини на арабську та єврейську держави з наданням особливого статусу району Єрусалима.
Мандат був завершений 14 травня 1948 року. В цей же день було проголошено створення держави Ізраїль. В результаті настав етап Арабо-ізраїльської війни.